# Onda estacionária
Ondas estacionárias são ondas que possuem um padrão de vibração estacionário. Formam-se a partir de uma superposição de duas ondas idênticas mas em sentidos opostos, normalmente quando as ondas estão confinadas no espaço como ondas sonoras em um tubo fechado e ondas de uma corda com as extremidades fixas.
Esse tipo de onda é caracterizado por pontos fixos de valor zero, chamados de nodos, e pontos de máximo também fixos, chamados de antinodos. São ondas resultantes da superposição de duas ondas de mesma frequência, mesma amplitude, mesmo comprimento de onda, mesma direção e sentidos opostos.

## Ondas opostas

Uma onda estacionária (preta) como superposição de duas outras ondas. Os pontos vermelhos representam os nós estacionários. As ondas que geram a onda estacionária são mostradas em azul e vermelho.

Uma onda estacionária em uma linha de transmissão é uma onda na qual a distribuição de corrente elétrica, tensão elétrica, ou campo elétrico é formado pela superposição de duas ondas de mesma frequência se propagando em sentidos opostos. O efeito é uma série de nodos (deslocamento zero) e antinodos (deslocamento máximo) em pontos fixos ao longo da linha de transmissão.  Esta onda estacionária pode ser formada quando uma onda é transmitida a partir de uma extremidade da linha de transmissão e é refletida na outra extremidade por um casamento de impedâncias, ex., descontinuidade, como um circuito aberto ou um curto-circuito.
Na prática, perdas na linha de transmissão e outros componentes significa uma reflexão perfeita e uma onda estacionária pura nunca é gerada. O resultado é uma onda estacionária parcial, que é uma superposição de uma onda estacionária e uma outra onda. A forma de onda resultante é medida pela relação de ondas estacionárias (ROE).

### Descrição matemática
Quando há um movimento oscilatório harmônico simples, como por exemplo em uma corda, o deslocamento {\displaystyle y_{n}(x,t)} de cada ponto da onda pode ser descrito pela equação:
{\displaystyle y_{n}(x,t)\;=\;A_{n}(x)\,\cos(\omega _{n}t+\delta _{n})\,}
Sendo:
- An (x) a amplitude, que depende da posição x do elemento,
- ω a frequência angular (medida em radianos por segundo),
- δn a constante de fase,
- t é a variável tempo.

A função An (x) é a forma da onda quando a vibração tem seu deslocamento máximo e em seu n-ésimo modo pode ser definida por:
{\displaystyle A_{n}(x)\;=\;A_{n}\sin(k_{n}x)\,}
Onde:
- kn é o número de onda (definido por 2π/λn)

Utilizando ambas as equações podemos definir a função da onda em seu n-ésimo harmônico por:
{\displaystyle y_{n}(x,t)\;=\;A_{n}\sin(k_{n}x)\,\cos(\omega _{n}t+\delta _{n})\,}
Presumindo que ambas as condições necessárias para que ocorra o movimento da onda estacionária sejam satisfeitas. São elas:
- Cada ponto da onda oscila em movimento harmônico simples ou permanece em repouso (nodo).
- O movimento de dois pontos da onda que não sejam nodos oscilam defasados em 180º ou em fase.[1]

## Ondas estacionárias em cordas

Os três primeiros harmônicos de uma corda com ambas as extremidades fixas.

Em certas frequências de oscilação cordas com uma ou ambas as extremidades fixas podem gerar ondas estacionárias.

### Corda com ambas as extremidades fixas
Se excitada uma corda fixa em ambas as extremidades com um movimento harmônico simples de amplitude pequena, são produzidos padrões de ondas estacionárias para certas frequências de excitação. As frequências que geram este comportamento são chamadas de frequência de ressonância. A menor frequência de ressonância é chamada de frequência fundamental (vamos chama-la de f1) e produz um padrão de onda estacionária chamado de modo fundamental ou primeiro harmônico. Cada frequência de ressonância juntamente com a respectiva função de onda corresponde a um modo de vibração.
Como a corda está fixa em ambas as extremidades, nestes locais é formado um nodo. Nota-se assim que no primeiro harmônico haverá somente um antinodo, no segundo haverá dois antinodos e assim por diante. A partir destas observações e considerando λ o comprimento de onda, temos que:
- A distância entre dois nodos consecutivos, que é a mesma de dois antinodos, vale {\displaystyle {\frac {\lambda }{2}}}.
- A distância entre um nó e um ventre consecutivo vale {\displaystyle {\frac {\lambda }{4}}} .

Sendo L o comprimento da corda, ele pode ser expresso por:
{\displaystyle L=n{\frac {\lambda _{n}}{2}}\;\;\;\;\;\;\;n=1,2,3,...}
Onde n representa o n-ésima harmônica.

### Corda com uma das extremidades fixa e a outra livre
Quando uma das extremidades se encontra fixa e a outra, por exemplo, se encontra ligada a um anel (de massa desprezível) livre para deslizar na vertical, sem atrito. Como o movimento da corda é livre na vertical, diz-se que aquela é uma extremidade livre.
Como a massa do anel é desprezível, a força vertical gerada pela corda geraria uma aceleração infinita ao anel. Se a forma da corda junto ao anel permanecer horizontal a aceleração se manterá finita. Assim, na extremidade livre da corda haverá um antinodo. Deve-se notar, portanto, que diferentemente da corda fixa em ambas extremidades, a cada harmônica há um número ímpar de antinodos.
Como a corda representa a distância entre um nodo (a extremidade fixa) e um antinodo (a extremidade livre), o comprimento da corda é dado por:
{\displaystyle L=n{\frac {\lambda _{n}}{4}}\;\;\;\;\;\;\;n=1,3,5,...}
Onde n representa o n-ésima harmônica, não havendo os harmônicos pares nesse sistema.

## Ondas sonoras estacionárias

### Tubos sonoros

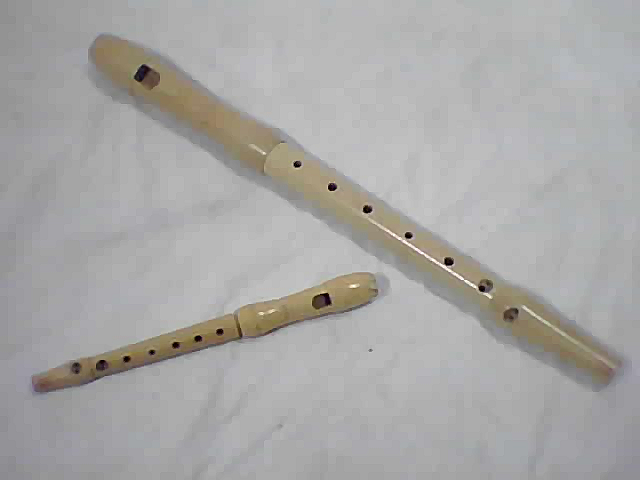
Flauta que representa Tubo Sonoro Aberto. Para obter diferentes frequências (notas musicais), o músico muda a posição dos dedos, determinando o local em que o tubo ficará aberto, ou varia o tamanho do tubo.

Alguns tubos sonoros contêm uma coluna de ar que pode executar uma vibração estacionária. Se as duas extremidades do tubo são desobstruídas, ele é denominado tubo aberto; chamamos de tubo fechado o tubo que tem a extremidade tapada.
Como são ondas longitudinais, a construção da vibração estacionária  no tubo deve obedecer às seguintes condições de contorno:
♦ as extremidades abertas são locais onde a vibração é livre, correspondendo, portanto, a ventres;
♦ as extremidades fechadas são locais onde não há vibração longitudinal; são, portanto, nós.
Iremos considerar um tubo com uma extremidade aberta e a outra fechada. Como uma onda sonora pode ser considerada uma onda de pressão ou uma onda de deslocamento e as oscilações de pressão e deslocamento são desfasadas em 90º, em uma onda sonora estacionária onde há um nodo de pressão há um antinodo de deslocamento e vice-versa.
Se a circunferência do tubo for muito menor que o comprimento da onda, podemos dizer que a onda sonora no tubo é unidimensional e há um nodo de pressão na extremidade aberta do tubo. Há, portanto, um antinodo na extremidade fechada do tubo. Assim as oscilações em um tubo com uma extremidade aberta e a outro fechada se assemelha com uma corda com uma extremidade fixa e a outra livre.
Seguindo a mesma interpretação, em um tubo com ambas as extremidades abertas, há um nodo de pressão em cada extremidade. Estas configurações fazem com que as ondas estacionárias em um tubo de ambas as extremidades abertas se assemelhe as de uma corda com ambas as extremidades fixas.
Em uma coluna de ar que esteja aberta em ambas as extremidades, no modo fundamental, o comprimento de onda é o dobro do comprimento da coluna de ar e , portanto, a frequência f1 fundamental é {\displaystyle {\frac {v}{2L}}}. De maneira similar, as frequências dos harmônicos superiores são 2f1, 3f1,... .Os harmônicos superiores são múltiplos inteiros da frequência fundamental. Como estão presentes todos os harmônicos, podemos expressar as frequências naturais de vibração como:
{\displaystyle fn=n{\frac {v}{2L}}\;\;\;\;\;\;\;n=1,2,3,...}
Onde n representa o n-ésima harmônica, v é a velocidade do som no ar,L comprimento do tubo.
Se uma coluna de ar é fechada em uma extremidade e aberta na outra, a extremidade fechada é um nó de deslocamento. Neste caso, o comprimento de onda para o modo fundamental é quatro vezes o comprimento da coluna. Portanto, a frequência fundamental f1 é igual a {\displaystyle {\frac {v}{4L}}} e as frequências dos harmônicos superiores são iguais a 3f1, 5f1,.... Isto é, em uma coluna de ar que é fechada em uma extremidade, apenas os harmônicos ímpares estão presentes e estes são:
{\displaystyle fn=n{\frac {v}{4L}}\;\;\;\;\;\;\;n=1,3,5,...}
As ondas estacionárias em colunas de ar são as fontes primárias dos sons produzidos por instrumentos de sopro. Em um instrumento de sopro de madeira, uma chave é pressionada abrindo um furo no lado da coluna. O furo define a extremidade da coluna vibrante de ar(pois age como uma extremidade aberta- a pressão pode ser liberada), de modo que a coluna de seja de fato encurtada e a frequência fundamental de eleve. Em  um instrumento de metal, o comprimento da coluna de ar é mudado por uma seção ajustável, como em um trombone de vara, ou adicionando-se segmentos ao tubo, como é feito em um trompete quando uma válvula é pressionada.